# Daniel Rodrigo Lucenti
Daniel Rodrigo Lucenti (San Martín, 10 de mayo de 1978) es un deportista argentino que compitió en judo. Ganó tres medallas en el Campeonato Panamericano de Judo entre los años 1996 y 2006.
Participó en los Juegos Olímpicos de Atenas 2004, donde fue eliminado en la segunda ronda de la categoría de –73 kg.

## Palmarés internacional
| Campeonato Panamericano | Campeonato Panamericano       | Campeonato Panamericano | Campeonato Panamericano |
| Año                     | Lugar                         | Medalla                 | Categoría               |
| ----------------------- | ----------------------------- | ----------------------- | ----------------------- |
| 1996                    | San Juan (Puerto Rico)        | Medalla de bronce       | –71 kg                  |
| 2004                    | Isla de Margarita (Venezuela) | Medalla de bronce       | –73 kg                  |
| 2006                    | Buenos Aires (Argentina)      | Medalla de plata        | –73 kg                  |